# Campurejo (Boja)
Campurejo is een bestuurslaag in het regentschap Kendal van de provincie Midden-Java, Indonesië. Campurejo telt 6038 inwoners (volkstelling 2010).